# Targówka (Masovia)
Targówka [pronunciación en polaco: /tarˈɡufka/] es un pueblo en el distrito administrativo de Gmina Mińsk Mazowiecki, dentro del Distrito de Mińsk, Voivodato de Masovia, en el centro-este de Polonia. Se encuentra aproximadamente 3 kilómetros al sureste de Mińsk Mazowiecki y 42 kilómetros al este de Varsovia.